# Milagro Mena Solano
Milagro Mena Solano (30 d'abril de 1993) és una ciclista costa-riquenya. Del seu palmarès destaquen les dues victòries finals a la Volta a Costa Rica i els campionats en ruta i en contrarellotge. Ha participat en els Jocs Olímpics de Rio de 2016.

## Palmarès
- 2015
  - 1a a la Volta a Costa Rica
- 2016
  -  Campiona de Costa Rica en contrarellotge
- 2017
  -  Campiona de Costa Rica en contrarellotge